# Jan Pietersz. Coen (toneelstuk)
Jan Pietersz. Coen, drama in elf taferelen is een toneelstuk van de Nederlandse schrijver J. Slauerhoff. Het werd uitgegeven in 1931 en herdrukt in 1936, 1948, 1986 en 2016.

## Ontstaansgeschiedenis
In 1930 werkte Slauerhoff aan een door uitgeverij Wereldbibliotheek gewenste biografie van gouverneur-generaal Coen. De biografie kwam er nooit, maar hij ontleende er wel de basis voor een toneelstuk aan dat hij in dezelfde tijd schreef. Jan Pietersz. Coen is Slauerhoffs enige toneelstuk.

## Kritiek
Bij verschijning werd het stuk door de critici uitgebreid gekraakt. De tragische opbouw zou niet kloppen, historische gegevens zouden zijn verdraaid, verzonnen of juist weggelaten, en het stuk zou zich door het wat ouderwetse, formalistische taalgebruik niet lenen voor opvoering. Daarnaast voelden velen van hen zich in hun nationale bewustzijn gekrenkt omdat Coen, die in het stuk als een onzekere en onbuigzame huistiran wordt neergezet, juist een held zou zijn. Het gaf geen pas dit symbool van nationale eigenwaarde midden in crisistijd omlaag te halen.
Jan Pietersz. Coen is tijdens Slauerhoffs leven nooit opgevoerd. In 1948 is een opvoering in het kader van de Boekenweek door Arnold Jan d'Ailly, de toenmalige burgemeester van Amsterdam, verboden vanwege de politieke gevoeligheid rondom de politionele acties in de kwestie-Indonesië. 
Coen werd voor het eerst ten tonele gebracht door de  Studenten Tooneel Vereeniging Kothurne van de Amsterdamse Vrouwelijke Studenten Vereniging (AVSV) op 26 oktober 1961 in een besloten voorstelling maar niet dan nadat burgemeester Gijsbert van Hall van Amsterdam de voorstelling ontraden had vanwege de toenmalige gespannen politieke situatie rond de kwestie-Nieuw-Guinea.

## Thematiek
De (sub)thematiek van losbreken uit de starre Hollandse maatschappij komt vaker voor bij Slauerhoff, is een van zijn hoofdthema's; het motief van de (mislukte) verbinding van Oost en West in een relatie zien we ook terug in Campos, de verbitterde gouverneur van Macau in Slauerhoffs roman Het verboden rijk.
De moeizame ouder-kindrelatie lijkt een autobiografische afspiegeling van Slauerhoffs eigen moeilijke relatie met zijn vader. Jan Pietersz. Coen kan als een historisch stuk worden gezien, maar ook als een tragedie waar een bekend verhaal de basis vormt voor een psychologische ontwikkeling.